# لجابة
لجابة (الاسم العلمي: Brassolis)، جنس فراشات من فصيلة الحورائيات، توجد في منطقة العالم الجديد المداري.

## الأنواع
- Brassolis astyra Godart, [1824]
- Brassolis haenschi Stichel, 1902
- Brassolis isthmia Bates, 1864
- Brassolis sophorae (Linnaeus, 1758)